# San Diego de la Unión
San Diego de la Unión är en kommunhuvudort i Mexiko.   Den ligger i kommunen San Diego de la Unión och delstaten Guanajuato, i den centrala delen av landet, 290 km nordväst om huvudstaden Mexico City. San Diego de la Unión ligger 2 073 meter över havet och antalet invånare är 6 072.
Terrängen runt San Diego de la Unión är platt åt sydost, men åt nordväst är den kuperad. Runt San Diego de la Unión är det ganska glesbefolkat, med 31 invånare per kvadratkilometer. San Diego de la Unión är det största samhället i trakten. Omgivningarna runt San Diego de la Unión är i huvudsak ett öppet busklandskap.